# King Crimson
King Crimson là một ban nhạc rock người Anh thành lập tại London năm 1968. Ban nhạc trải qua nhiều sự thay đổi nhân sự, với tổng cộng 22 thành viên từng tham gia; đội hình hiện tại gồm Robert Fripp, Jakko Jakszyk, Tony Levin, Mel Collins, Pat Mastelotto, Gavin Harrison và Jeremy Stacy. Fripp là thành viên duy nhất hiện suốt quá trình hoạt động của nhóm và do đó được xem là thủ lĩnh và nguồn động lực sáng tạo.
Phát triển từ một bộ tam tên Giles, Giles and Fripp, ban nhạc có ảnh hưởng lớn lên thể loại progressive rock với kỹ thuật chơi nhạc cụ và cấu trúc âm nhạc phức tạp của họ. Album đầu tay, In the Court of the Crimson King (1969), là album thành công và nhiều ảnh hưởng nhất của họ với những yếu tố của jazz, nhạc cổ điển, và nhạc thử nghiệm. Sau những đĩa nhạc ít thành công thương mại hơn, gồm In the Wake of Poseidon (1970), Lizard (1970), và Islands (1971), ban nhạc đạt những đỉnh cao sáng tạo mới với Larks' Tongues in Aspic (1973), Starless and Bible Black (1974), và Red (1974). Fripp giải tán nhóm năm 1974.
Năm 1981, King Crimson tái hợp với một hướng đi âm nhạc mới, kết quả là bộ ba Discipline (1981), Beat (1982), và Three of a Perfect Pair (1984). Sau một khoảng gián đoạn dài hơn một thập niên, King Crimson trở lại và phát hành Thrak (1995). Từ năm 1997, Từ 1997 tới nay, nhiều phân nhánh của King Crimson tiếp tục theo đuổi các khía cạnh của ban nhạc, được gọi chung là "ProjeKCts". Năm 2000, ban nhạc tái hợp lần nữa và ra mắt The ConstruKction of Light (2000). Album gần đây nhất của họ là The Power to Believe (2003).

## Thành viên
Thành viên hiện tại
- Robert Fripp – guitars, "Soundscapes", keyboard (1968–74, 1981–84, 1994–nay)
- Mel Collins – saxophone, sáo (1970–72, 2013–nay)
- Tony Levin – guitar bass, NS contrabass, Chapman Stick, funk finger, bộ tổng hợp, hát nền (1981–84, 1994–98, 2003–nay)
- Pat Mastelotto – trống, bộ gõ (1994–nay)
- Gavin Harrison – trống (2007–nay)
- Jakko Jakszyk – guitar, hát chính, sáo (2013–nay)
- Jeremy Stacey – trống, keyboard, hát nền (2016–nay)

Cựu thành viên
| - Peter Sinfield – lời, VC3 synthesiser, keyboard, minh họa, bìa đĩa, sản xuất (1968–71) - Greg Lake – guitar bass, hát chính (1968–70) - Michael Giles – trống, bộ gõ, hát nền (1968–69) - Ian McDonald – sáo, saxophone, clarinet, bass clarinet, keyboard, vibraphone, hát nền (1968–69) - Gordon Haskell – guitar bass, hát chính (1970) - Andy McCulloch – trống (1970) - Ian Wallace – trống, bộ gõ, hát nền (1971–72) - Boz Burrell – guitar bass, hát chính (1971–72) | - Bill Bruford – trống, bộ gõ (1972–74, 1981–84, 1994–97) - John Wetton – guitar bass, hát chính, piano, guitar, lời (1972–74) - David Cross – violin, viola, keyboard, sáo (1972–74) - Jamie Muir – bộ gõ, trống (1972–73) - Adrian Belew – guitar, hát chính, bộ gõ điện, lời, trống (1981–84, 1994–2013) - Trey Gunn – Warr guitar, Ashbory bass, Chapman Stick, hát nền (1994–2003) - Bill Rieflin – trống, keyboard, hát nền (2013–2015) |

## Đĩa nhạc
Album phòng thu
- In the Court of the Crimson King (1969)
- In the Wake of Poseidon (1970)
- Lizard (1970)
- Islands (1971)
- Larks' Tongues in Aspic (1973)
- Starless and Bible Black (1974)
- Red (1974)
- Discipline (1981)
- Beat (1982)
- Three of a Perfect Pair (1984)
- THRAK (1995)
- The ConstruKction of Light (2000)
- The Power to Believe (2003)